# Altamirano Sur
Altamirano Sur est une localité rurale argentine située dans le département de Tala et dans la province d'Entre Ríos.

## Démographie
La population de la localité, c'est-à-dire à l'exclusion de la zone rurale, était de 57 en 2001 et non comptée en 1991. La population de la juridiction du conseil d'administration était de 255 habitants en 2001.

## Économie et juridiction
Il s'agit d'une zone agricole, où l'élevage laitier, l'apiculture et l'aviculture sont prédominants. Elle possède un conseil d'administration et une école primaire. Le conseil de direction a été créé par le décret no 959/1984 MGJE du 28 mars 1984 et ses limites juridictionnelles ont été établies par le décret no 3206/1987 MGJE du 23 juin 1987.